# Милојко Веселиновић
Милојко В. Веселиновић (Јасење, 5. августа 1850 — Ђунис, 12. фебруар 1913) био је српски дипломата, публициста, филолог и национални радник.

## Биографија
Милојко Веселиновић се родио 5. августа 1850. у селу Јасењу код Делиграда. Када је напунио петнаест година мајка Кошута га је одвела у Манастир Свети Роман, да се припреми за калуђерски позив. Убрзо је отворена реална гимназија у Алексинцу, и сви свршени ђаци основних школа у округу, па и манастирски ђаци уписани су у ову установу, и несуђени калуђер Веселиновић међу њима. Шести разред гимназије завршио је у Београду, где се упознаје са националним и просветним радом Косте Шуменковића и Милоша Милојевића у Старој Србији и Македонији.
Одушевљен идејама Шуменковића и Милојевића одлази у Врање, које је још увек било у саставу Турске, за учитеља. По повратку у Београд уписује Филозовски факултет, али му школовање прекида Српско-турски рат 1876. У овом рату био је командант (таборник) Копаоничког батаљона а затим се борио у Добровољачкој дружини Милоша Милојевића на Рашкој, па у Моравско-добричкој дружини на Рогозни. Учествовао је и у рату 1877-1878. године.
Још као студент почео је да објављује радове. Године 1886. оснива лист Српство, у коме је окупио све значајне ауторе у Србији тог доба. Исте године, учествовао је у оснивању Друштва Светог Саве у коме је био члан Главног одбора, а касније управник друштвеног пансионата и светосавске вечерње школе. Био је активан аутор у часопису Друштва - "Братству". 
Као познавалац Старе Србије и прилика у турској почетком деведесетих година бива послан на дипломатску службу у Турску. Постављен је 1889. године за писара I класе у српском конзулату у Приштини. Био је службеник и у цариградском посланству, затим српски конзул у Битољу, да би дипломатску каријеру завршио као конзул у Скопљу 1903.
Умро је Милојко после трогодишњег боловања у манастиру Свети Роман 12. фебруара (или марта?) 1913. године. Сахрањен је на Јасењском гробљу, поред Крвавог виса на Делиграду.